# Ivan Ondruška
Ivan Ondruška (* 12. září 1967) je bývalý slovenský fotbalista, brankář.

## Fotbalová kariéra
Hrál za FC Nitra, 1. FC Košice, FK Dukla Banská Bystrica, AC Sparta Praha a v Rakousku za Admira Wacker Mödling. V Poháru vítězů pohárů nastoupil za Spartu ve 2 utkáních. V sezóně 1996–1997 získal se Spartou ligový titul. Po skončení aktivní kariéry působí jako trenér a fotbalový funkcionář.